# アレクシス・ピロン

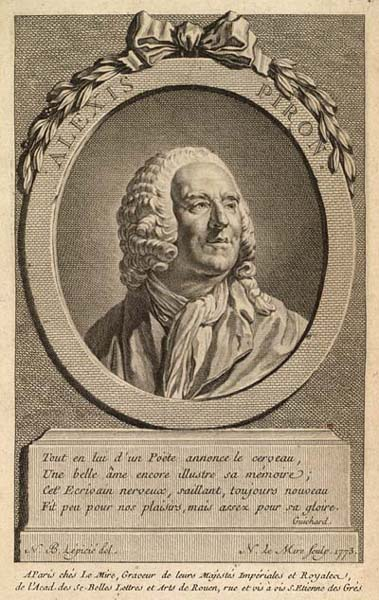
アレクシス・ピロン

アレクシス・ピロン（Alexis Piron、1689年7月9日 - 1773年1月21日）は、フランスの詩人、劇作家。
ディジョン出身。オペラ・コミックの台本作家として有名であった。
| スタブアイコン | サブスタブ | この項目は、まだ閲覧者の調べものの参照としては役立たない、文人（小説家・詩人・歌人・俳人・作詞家・作家・放送作家・随筆家（コラムニスト）・文芸評論家）に関連した書きかけの項目です。この項目を加筆・訂正などしてくださる協力者を求めています（P:文学/PJ:作家）。 |